# Adolph Thiem

Adolph Thiem in einer Biographie über den Sohn Paul Thiem 1914

Adolph Thiem (* 26. Juli 1832 in Merseburg als Gustav Adolph Thiem; † 30. September 1923 in Stresa) war ein deutscher Börsenmakler und Kunstsammler. Ab 1871 war er an den Planungen des Berliner Kaiser-Friedrich-Museums beteiligt und stattete mit seiner umfangreichen Sammlung von Gemälden Alter Meister das Museum zur Eröffnung 1904 aus. Außerdem war er Stifter des Wagner-Denkmals in Venedig und einer der wichtigsten Förderer Adolph von Menzels. Thiem zählt zu den bedeutendsten Kunstsammlern des 19. Jahrhunderts und gilt als Prototyp des bürgerlichen Mäzens, der auf die Eliten seiner Zeit wirkte und diese zum Sammeln anregte.

## Leben

Walther Thiems Fabrikantenvilla in Halle/Saale, von Adolph Thiem finanziert

Thiem&Töwe Buchdeckel eines Prospekts 1914

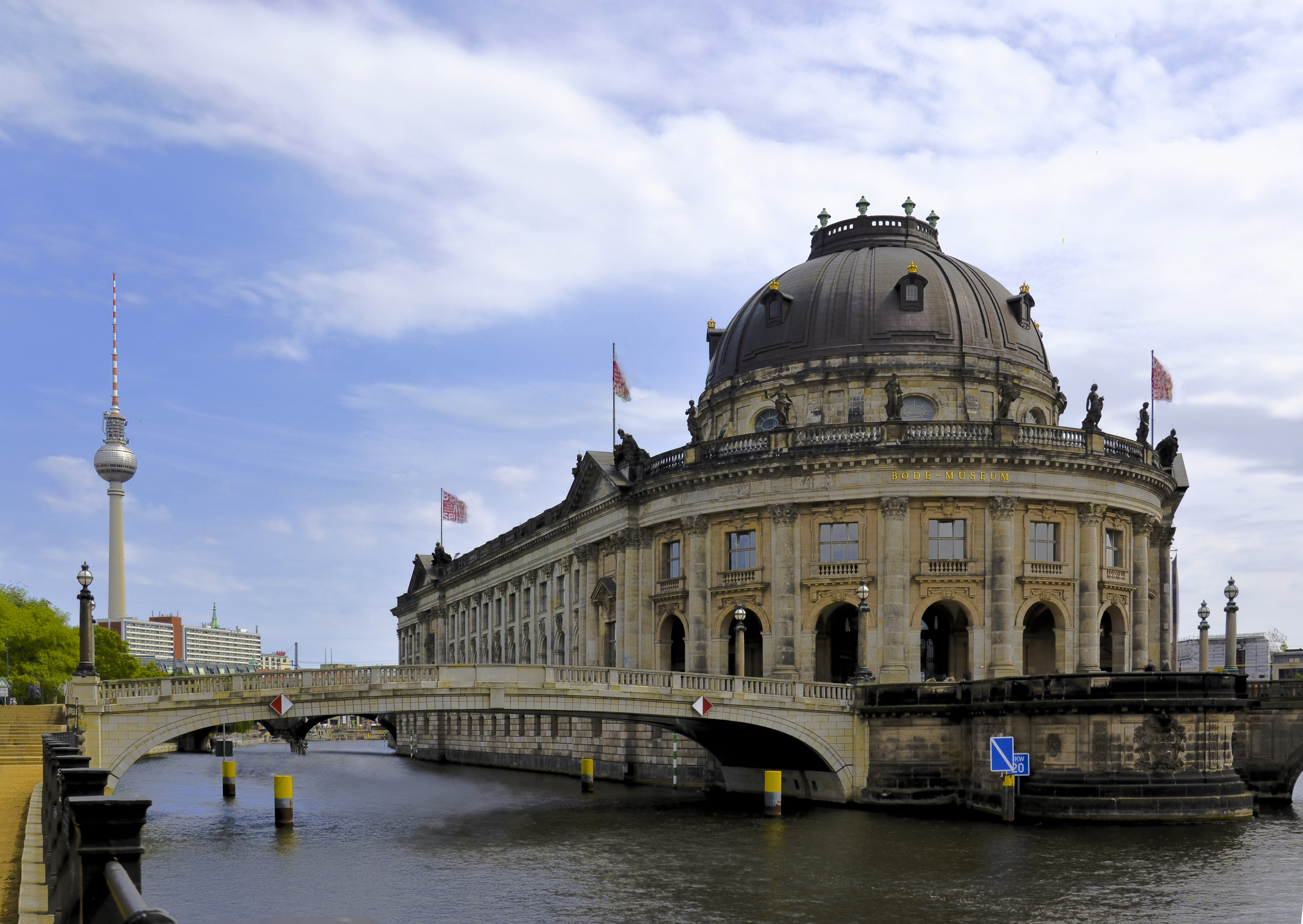
Das Bode-Museum in Berlin

### Von der Kerzenhandlung zur Fabrik für Gasbeleuchtung
Adolph Thiem wurde 1832 als zweiter Sohn des halleschen Gendarmerie-Brigadiers Friedrich Thiem und Johanne Marie Merseburger in Merseburg geboren und in der Stiftskirche evangelisch getauft. Nachdem er seine Kindheit in Halle an der Saale verbracht hatte, besuchte er ab 1844 die Lateinschule in den Franckeschen Stiftungen, dann schrieb er sich für Wirtschaftskunde an der Universität Halle ein. Er heiratete am 18. Januar 1856 Anna Thieme, die 1834 in Halle als Tochter von Samuel Lebrecht Thieme, eines Organisten an der Marktkirche Unser Lieben Frauen in Halle/Saale geboren worden war. Adolph Thiem verdiente sein Geld vorwiegend als Börsenmakler an der Halleschen Börse, die zu jener Zeit ausschließlich Kommunalpapiere handelte und fest in der Hand der Stadt war. Er kam früh zu beachtlichem Wohlstand.
Adolph Thiem hatte einen neun Jahre älteren Bruder Bruno Thiem, der in Halle zunächst in einer Passstelle arbeitete, dann Bürgermeister von Magdeburg-Buckau wurde. Über die weiteren fünf Geschwister ist nichts bekannt. Seine Mutter betrieb zur Aufbesserung der Rente um 1839 eine Seifen- und Kerzenhandlung in der Leipziger Straße, eine Information, die insoweit von Bedeutung ist, als Thiem Jahrzehnte später in seiner Heimatstadt beim Aufbau einer Gasgerätefabrik beteiligt war, die Geräte für Beleuchtungszwecke entwickelte. Diese in den Gründungsjahren um 1900 finanzierte Maschinenfabrik Thiem & Töwe war als wirtschaftliches Standbein für seinen Sohn Walther Thiem gedacht. Halle an der Saale war im Kaiserreich wegen der Braunkohlereviere ein industrielles Ballungszentrum. Bis 1914 stattete die Firma Thiem & Töwe 3000 Gebäude, darunter vor allem ministeriale Einrichtungen im Deutschen Reich, mit einer autarken Licht-, Gas- und Wasserversorgung aus. Diese Aktivitäten führten auch zu einem Geschenk an das von Thiems Schulkameraden Franz Otto 1885 gegründete Städtische Museum für Kunst und Kunstgewerbe, wie einem Museumsführer von 1913 zu entnehmen ist. Seit 2008 befindet sich auf dem ehemaligen Fabrikgelände von Thiem & Töwe das gemeinnützige Kulturzentrum Hühnermanhattan.

### Berliner Jahre
In den 1860er Jahren wechselte Adolph Thiem zur Berliner Börse, weil diese sich in der Zeit nach dem Deutschen Krieg zu einem der wichtigsten europäischen Umschlagplätze entwickelte. Berlin war hinter Paris und London als drittgrößter Banken- und Börsenplatz aufgerückt. In Berlin kamen seine vier Kinder Paul, Walter, Martha und Margarete Thiem zur Welt. Thiems Wohnhaus in der Rosenthaler Straße 40 lag in dem überwiegend von jüdischer Bevölkerung geprägten Scheunenviertel, obgleich Thiem keine jüdischen Wurzeln hatte. Ab 1865 stand er als Betreiber eines Bankgeschäfts noch als Companion an der Seite von Carl Benda. Die Bendas waren eine alte jüdische Familie, die als Schutzjuden und Berater besondere Privilegien des Kaisers genossen. Schließlich gründete Thiem in der Viktoriastraße die Berliner Maklerbank gemeinsam mit Eduard Abel als Delegierten des Aufsichtsrates.
Thiem zog in eine Villa nach Niederschöneweide und begann als einer der ersten bürgerlichen Privatleute im großen Stil Kunst zu sammeln und sie in seinen Räumen zu präsentieren. Damit war er nicht allein. Max J. Friedländer, ein Berliner Kunsthistoriker, Bekannter Thiems und später Gast in der Villa in Sanremo fasste die Anreize auf viele Sammler dieser Zeit bezogen wie folgt zusammen: „Der Kunstbesitz ist so ziemlich die einzige anständige und von gutem Geschmack erlaubte Art, Reichtum zu präsentieren. Den Anschein plumper Protzigkeit verjagend, verbreitet er einen Hauch ererbter Kultur. Die großen Meister geben dem Besitzer von ihrer Würde ab, erst scheinbar, schließlich aber auch wirklich“ (Max J. Friedländer: zit. in Hermsen: Kunstförderung zwischen Passion und Kommerz. S. 43)
Für die Jahre 1883 und 1890 gibt es Belege für eine bedeutende Ausstellung in der Königlichen Akademie der Künste Berlin mit Bildern holländischer Meister des 17. Jahrhunderts. Diese Ausstellung wurde mit Exponaten der Kaiserin Victoria, Witwe Friedrichs III., und zahlreichen von Adolph Thiem gesammelten Werken bestückt. Im Jahr 1890 verlagerte Thiem sein Bankhaus in das Prinzessinnenpalais mit der Adresse Unter den Linden 5, einem Ort, der nur gelegentlich von der Witwe Friedrichs bewohnt wurde und sonst in der besten Lage ungenutzt leer stand. Aber auch zu Lebzeiten Friedrichs III. ist eine Nachbarschaft zum Kaiser nachweisbar, denn Thiems Villa in San Remo lag in der Nähe der Villa Zirio, die vom Kronprinzen und späteren Kaiser der 99 Tage bewohnt wurde. Das Bankgeschäft in Berlin musste schon zwei Jahre später 1892 nach Unter den Linden 12 umziehen, weil Kaiser Wilhelm II. das Gebäude zum Stadtpalast umgestalten ließ.

### Kinder
- Paul Thiem (* 1858 Berlin; † 1922 Starnberg), Maler
- Wolf Gustav Adolph Thiem * 1862 Berlin-Dorotheenstadt; † 1889 Berlin
- Margarete Thiem (* 1863 Berlin; † 1939 Berlin), war verheiratet mit Georg Theodor Carl Saenger (* 1858 Nadborowo; † 1934 Baden-Baden).
- Martha Thiem (* 1865 Berlin; † 1941 Sanremo), war in erster Ehe mit Bogislaw Friedrich Hermann von Schmeling (1855–1906) verheiratet, beide sind auf dem Dresdener Johannisfriedhof begraben. In zweiter Ehe heiratete sie 1908 in Venedig Francesco Marchese Spinola (* 1856 in Taggia; † 1912 in Frankfurt am Main).
- Walther Thiem (* 1. Februar 1872 Berlin, Taufe St.-Matthäus-Kirche (Berlin); † 1973 Söcking), besuchte von 1880 bis 1886 das Thüringer Internat Schnepfenthal, 1886–1891 Schüler im Badischen Gymnasium Bruchsal, studierte in Berlin und Rostock[12] Maschinenbau und Elektrotechnik, wurde 1896 an der Universität Rostock promoviert. Inaugural-Dissertation: Rostock, Univ. Phil. Fak., 11. Juli 1896: Über die Magnetisierungsarbeit pulsierender Gleichströme im Vergleich mit aequivalentem Wechselstrom. Er arbeitete für die Firma Siemens & Halske in Berlin und für IG-Farben in Wolfen. An der Universität Halle (Saale) war er von 1910 bis 1938 zunächst Dozent (Lektor), später ordentlicher Professor für Farbfotografie. Er war Mitgründer der Maschinenfabrik Thiem & Töwe in Halle/Saale.

### Vom Gründerboom zum Gründerkrach
Thiems wirtschaftlicher Erfolg beruhte insbesondere darauf, dass in Deutschland 1870 die Konzessionspflicht für Aktiengesellschaften aufgehoben und die Gründung von Unternehmen von strengen gesetzlichen Einschränkungen befreit wurde (vgl. Gewerbefreiheit). Die Folge war die Gründung von 928 Aktiengesellschaften im Zeitraum von 1871 bis 1873 allein im Königreich Preußen. Durch die Gewerbefreiheit wurde immer mehr privates Kapital in die Wirtschaft investiert. Es etablierten sich neben Thiems Berliner Maklerbank 60 weitere neue Banken mit Maklern, die nicht vereidet wurden. Die Wirtschaft wuchs rasant; ebenso stiegen die Kurse der Aktien. Das schuf Vertrauen in den Markt und veranlasste weitere Aktionäre zu Aktienkäufen. Adolph Thiem wurde als Direktor der Berliner Maklerbank als eine „hervorragende Capacität der hiesigen Börse“ betitelt. Die Berliner Maklerbank zahlte auch die allerhöchsten Dividenden von 25 %, was zu schwindelerregenden Provisionen und einer völligen Verzerrung und Überbewertung der Kurse führte.
Thiems Maklergeschäfte sind in vielen Übersichtswerken der Wirtschaft als Beispiele für den Gründerboom eingegangen. So in den Schriften und Reden über die Börse von Max Weber oder im „Großen Buch der Börse“ von Robert Schittler. „...Einen Eindruck vom Ausmaß des Börsenbooms erhält man, wenn man bedenkt, dass die Emission der Berliner Maklerbank 326-fach überzeichnet war.“ (Carsten Priebe: Von Krisen, Crashs und Spekulanten. S. 67) Als die erwartete Krise 1873 eintrat, schrieb das den vereideten Maklern nahestehenden Deutsche Handelsblatt über die Banken der nicht vereideten Makler in Berlin, mit denen auch Thiems Bank gemeint war: „...die Maklerbanken fangen an, das Unberechtigte ihrer Existenz in dieser nüchternen Zeit einzusehen und werden vermutlich nach und nach dem Vorbilde der Kommissions- und Maklerbank folgend, Hand an sich legen um in das ewige Nichts hinabzutauchen..."“ (Emil Meyer: Deutsches Handelsblatt. 14. August 1873, S. 1) Um 1880 bündelten sich einige kleinere Banken zum Berliner Maklerverein, dessen Direktor Thiem wurde, sie zogen in ein modernes Bankgeschäft in die Mittelstrasse 41–42 und hatten dort mit der einstelligen Fernsprechnummer 8 einen der ersten Telefonanschlüsse Berlins. Eine Aktiengesellschaft, die „Allgemeine deutsche Handelsgesellschaft“, berief Thiem in den Aufsichtsrat.
Der Ruf der durch den Aktienhandel reich gewordenen Bankiers und Aktienmakler verfiel nach dem Gründerkrach und der daraus resultierenden Deflation, der Gründerkrise. Thiem sah sich drastischen Anfeindungen ausgesetzt. Die von A. Moser herausgegebene Zeitschrift für Kapital und Rente brachte die Berliner Maklerbank mit der Schwindelperiode in Verbindung. Aber ganz allgemein schien der Beruf des Bankiers zu leiden. „...Die agrarisch-konservative Kreuzzeitung wetterte 1893 beispielsweise, dass die Börse der Inbegriff der Entartung des Kapitalismus sei «die äußerste Konsequenz alles dessen, was in der heutigen Entwicklung der kapitalistischen Privatwirtschaft faul, unmoralisch und volksverderblich ist»“ (Christof Biggeleben: Bollwerk des Bürgertums, S. 236). Der mittlerweile fast sechzigjährige Thiem zog sich aus den Geschäften zurück und nannte als Beruf Rentier, was bedeutete, dass er regelmäßige Zahlungen aus Obligationen erhielt.
Er gab auch seine Villa in Niederschöneweide auf, nachdem sein jüngster Sohn zum Studium nach Rostock gegangen war. In der näheren Umgebung seines Berliner Wohnsitzes war es ab 1890 zu einem massenhaften Zuzug von Fabrikarbeitern gekommen, die in den Textilfabriken Arbeit fanden. Der deutlich konservativere und eher anglophobe politische Stil Wilhelm II. trug dazu bei, Berlin ganz zu verlassen, denn Wilhelm II. pflegte einen eher schroffen Umgang mit den Museumsleuten und vor allem mit seiner Mutter Victoria, die an der Seite des Kronprinzen den Großteil ihres Lebens auf den Thron warten musste und zusammen mit Friedrich III. zeitlebens Ersatz für die Machtlosigkeit in der Kunst fand und nun Berlin verlassen musste. Thiem und das Kronprinzenpaar verbanden die durchgeführten gemeinsamen Ausstellungen ihrer Privatsammlungen und die Sammelleidenschaft von alten holländischen Malern, Stillleben von Willem Claeszoon Heda, Evert Collier oder von Aert van der Neer, Bilder von Künstlern, die sich sowohl bei Thiem als auch in den Privatsammlungen des Kronprinzenpaares befanden.

### Übersiedlung nach Sanremo

Bode und Thiem in der Villa in Sanremo 1904

Thiems Ruhesitz in San Remo

In den 1880er Jahren legte Thiem sich ein Grundstück im Kurort Sanremo zu und ließ dort vom Architekten Pio Soli eine Villa im neogotischen Stil errichten. Das Mittelmeerklima sollte der Gesundheit seiner Frau zugutekommen, die an Tuberkulose erkrankt war. Schon 1865, noch mit den drei ersten kleinen Kindern, fuhr sie gemeinsam mit Clara Benda, der Frau von Thiems Kompagnon, zur Kur nach Bad Tölz. Doch sie erlebte die Fertigstellung der Villa in Sanremo nicht mehr und starb am 26. September 1889 in Berlin. Thiem nutzte die Villa dann als Ausstellungsort. In unmittelbarer Nachbarschaft residierte in der Villa Zirio auch Friedrich III., der Kaiser der 99 Tage. Noch 1911 bezeugt der Eintrag in der Encyclopædia Britannica die Bedeutung der Gemäldesammlung Thiems in Sanremo.
Ab 1896 war Thiem vollständig in sein Haus nach Sanremo übergesiedelt, das zunächst nur als Winterquartier gedient hatte. Sanremo war zu jener Zeit Zentrum der politischen Elite und Hocharistokratie Europas. Nicht ohne Grund fand 1920 die Konferenz von Sanremo der alliierten Siegermächte im Casino dieser Kleinstadt in Norditalien statt, an einem Ort, den nur ein Park von Thiems Villa trennte. 1896 erwarb Thiem für seinen erstgeborenen Sohn Paul Thiem, den Maler, ein größeres Grundstück in Starnberg. In der dortigen vom Architekt Carl Lemmes neu errichteten Thiem-Villa befindet sich heute das städtische Atelierhaus. In diesem Zusammenhang entstand auch Thiems Porträt des Starnberger Malers Franz von Lenbach.
1906 gab er eine Steinbüste von Richard Wagner bei Fritz Schaper in Auftrag, die in Venedig, dem Sterbeort Wagners, aufgestellt und 1908 bei einer der ersten Biennalen Venedigs eingeweiht wurde. Die Kosten übernahm Thiem in vollem Umfang. Er wurde für seine Verdienste mit dem Preußischen Königlichen Kronenorden 2. Klasse ausgezeichnet.
Thiem war ein großzügiger Gönner des Germanischen Nationalmuseums in Nürnberg. Wie aus den Chroniken des Museums zu entnehmen ist, waren seine Jahresbeiträge die höchsten. Thiem war Mitglied der Wagner-Gesellschaft in Bayreuth und der Pan-Genossenschaft, welche die Kunst- und Literaturzeitschrift Pan herausgab.
Mit der Ausrufung der Republik 1918 geriet Thiem zunehmend in Vergessenheit, da das Ende der Aristokratie und die Abdankung des Kaisers auch einen Umsturz in seinem Leben bedeuteten. Er wurde in verschiedenen Quellen auch Baron Thiem genannt, ein Titel, der vom russischen Zaren nur an den baltischen Adel vergeben wurde. Ob Thiem von der Fürstenenteignung betroffen war oder ob er durch die Hyperinflation bankrottging, ist nicht nachprüfbar. Verbürgt ist, dass seine Villa in Sanremo schon während des Kriegs vom italienischen Staat requiriert wurde, er durfte sie dann allerdings als Mieter wieder bewohnen. Außerdem agitierte die SPD politisch schon vor 1914 gegen die Gasversorgung durch eine Privatfirma, wie am Beispiel Geesthacht zu sehen ist. 1923 starb Thiem im italienischen Kurort Stresa am Lago Maggiore.

## Sammlung

Anthonis van Dycks Bildnis der Marchesa Spinola Doria, zeitgenössischer Katalogeintrag von 1898

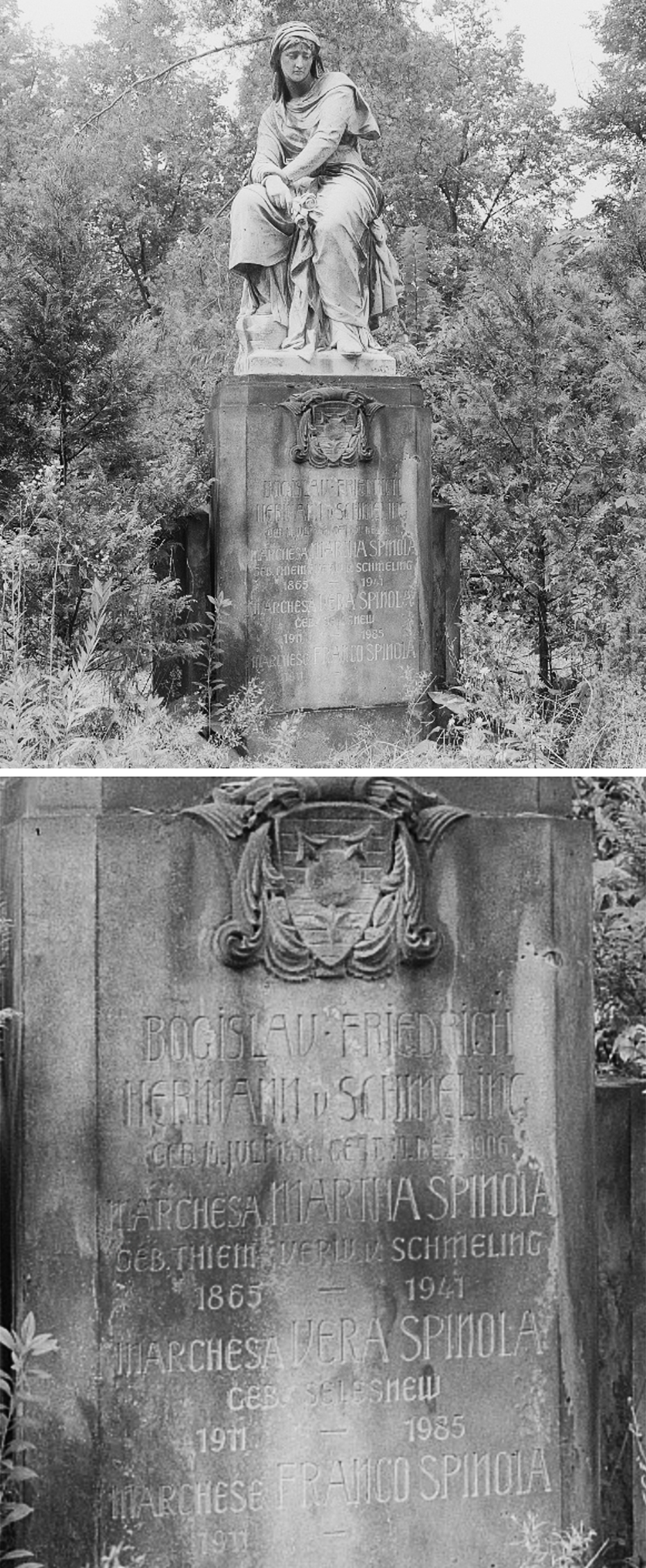
Grabmal Martha Spinolas, geborene Thiem, Dresdener Johannesfriedhof 1941

Thiem gehörte zur Generation der ersten Berliner Kunstsammler und erwarb bereits vor den 1870er Jahren eine Reihe von Gemälden. Neben Ludwig I. (Bayern), Adolf Friedrich von Schack und Eduard Arnhold zählte Thiem zu den wichtigsten Kunstsammlern des 19. Jahrhunderts. Er knüpfte ein Netzwerk von Händlern in Paris und Venedig und reiste selbst zu den London Docks um wertvolle Gegenstände aus dem Orienthandel zu erwerben. Beim Erwerb der Gemälde wurde er von Wilhelm von Bode beraten. Die schriftliche Korrespondenz ist mit über 400 Briefen erhalten geblieben und befindet sich in Bodes Nachlass. Gemessen am Umfang und an der Dauer des Austauschs wird deutlich, dass Bode mit keinem anderen Kunstsammler zwischen 1885 und 1922 häufiger Briefe wechselte. Aber selbst Bode räumte ein, dass es nur Anregungen waren und er ihn gelegentlich auf bestimmte Kunstwerke aufmerksam machte, „selbst zu finden und zu entscheiden war seine größte Freude“ und „…mit seinem lebhaft impressiven Wesen“, habe er zur Verbreitung der Sammellust in Berlin beigetragen, namentlich in dem Kreis, in dem er geschäftlich und gesellschaftlich verkehrte.
Seit 1896 war Thiem Mitglied im Kaiser Friedrich-Museums-Verein und warb dort neue Mitglieder, die Idee für ein neues Museum war jedoch schon viel älter und um 1871 entstanden. Durch diverse Ausstellungen älterer Meister an verschiedenen Orten, zu denen Kunstsammler ihre Werke ausliehen, wurde der Kreis der potentiellen Geber immer größer, sodass die Eröffnung des neuen Museums 1904 längst überfällig war. Thiem hatte schon beim Export seiner Sammlung nach Italien eine Rückführung einräumen müssen und schließlich doch Zollprobleme mit den italienischen Behörden, die den Wert der Gemälde und die internationalen Preise im Blick hatten. Es musste für das geschenkte Memling-Bild über 5000 Lire Zoll gezahlt werden, so dass die Überführung größere bürokratische Hürden mit sich brachte. Für die Sammlung wurde in Berlin der Thiem-Saal eingerichtet, wo die Bilder vertraglich zugesichert zusammen ausgestellt bleiben sollten. Die wichtigsten Stücke der Gemäldesammlung Alter Meister und einige wertvolle Möbelstücke wurden neben einigen Schenkungen für das Museum zu einem Freundschaftspreis von 490.000 Mark (nach heutiger Kaufkraft 3.120.000 Euro) erworben, obwohl Thiem seine Sammlung auf dem internationalen Kunstmarkt, insbesondere die alten Meister in Amerika für das Vierfache hätte verkaufen können. Darüber hinaus hatte Thiem schon in seinen Berliner Jahren dem alten Museum Exponate gestiftet und Schenkungen vorgenommen, wie einige Tilman-Riemenschneider-Skulpturen und andere mittelalterliche Plastiken.
Thiem reihte sich mit dem Wunsch, zu stiften neben viele andere Sammler in Europa und Amerika ein, wobei derartige Stiftungen und Schenkungen fast immer an die vertragliche Bedingung gebunden waren, einen Raum nach den großzügigen Gebern zu benennen. So sollte ein ehrendes Andenken an die Familie für alle Ewigkeit gewahrt werden. Das war ein europaweites und transatlantisches Phänomen. Museum Mayer van den Bergh in Antwerpen, Die Pariser Bankiersfamilie Jacquemart-André schenkte ihren Stadtpalais als Musée Jacquemart-André. In Mailand war es die Familie Bagatti Valsecchi Museo Bagatti Valsecchi, die ihre Palazzi einschließlich Sammlungen der Stadt überließen; die Amerikanerin Isabella Stewart Gardner mit ihrem Isabella Stewart Gardner Museum in Boston oder Richard Wallace mit seiner Wallace Collection in London wurden zur Nachahmung inspiriert. Schon kurz nach der Eröffnung des Museums in Berlin kam es zur Umhängung und Umbenennung, der Thiem-Saal hieß nunmehr Niederländersaal, bis in den 1930er Jahren sogar die Verweise auf Thiems Schenkungen entfernt wurden. Einer der Erben, Walter Thiem, der schon zur Eröffnung in die Verträge einbezogen war, scheiterte 1938 juristisch, die Umbenennung rückgängig zu machen. Festzustellen ist auch, dass Thiem beispielsweise in der Literatur über Berliner Sammler teilweise keine Beachtung mehr fand oder sogar aktiv in weiteren Auflagen gestrichen wurde, wie am Beispiel Adolph Donaths herausgegebenen Übersichtswerk „Psychologie des Kunstsammelns“ deutlich wird. 1911 wurde Thiem dort noch als einer der bedeutendsten Sammler erwähnt, in der Auflage von 1917 war der Name jedoch vollständig getilgt worden.
Insgesamt lassen sich fünf Sammelgebiete erkennen, die zum Teil ineinandergreifen oder parallel verlaufen. Dies sind zeitgenössische Franzosen der Schule von Barbizon, die deutschen Zeitgenossen, die alten Meister aus Holland, wie Rembrandt und Rubens, die italienischen Maler der Hochrenaissance und die Einrichtungsgegenstände wie Möbel und alte persische Teppiche.

### Erste Sammlung der Schule von Barbizon
Zunächst widmete Thiem sich der Schule von Barbizon, belegt ist Narcisso Virgilio Díaz de la Peñas Bild Waldszene
Wilhelm von Bode berichtete in seinen Memoiren, dass Thiem eine Reihe von Bildern der Maler aus Fontainebleau besessen habe, die er zugunsten einer Schwärmerei für Menzel abgab. Darunter sollen auch Landschaften im Stil der Paysage intime von Théodore Rousseau und Charles-François Daubigny gewesen sein, zu finden in Bodes Nachruf auf Thiem von 1923 im Kunstwanderer. Hermann Kaufmann betonte: „Die nationalökonomische Wichtigkeit ein Reservoir der vornehmsten Erzeugnisse des Volkes anzulegen sei eine notwendige Ergänzung zur Kunstproduktion“. Dieser Zeitgeist mag Thiem bewogen haben, seine Bilder zu verkaufen.

### Sammlung von Zeitgenossen nach dem Deutsch-Französischen Krieg
In seinen mittleren Jahren um 1870 und nach dem Deutsch-Französischen Krieg gab er seine Bilder der Maler von Fontainebleau ab und sammelte vor allem Arbeiten von Zeitgenossen wie des Landschaftsmalers Carl Scherres, und von Karl Gussow. Thiem ließ sich und seine Familie von Ludwig Knaus porträtieren. Durch die Verpflichtung eines angesehenen Künstlers wie zum Beispiel Ludwig Knaus avancierte das repräsentative Porträt der ganzen Familie in der Gründerzeit zu einem bevorzugten Genre. Es machte deutlich, wie sehr auch für Thiem die „… Familie als sich selbst begründende, als Selbstzweck begreifende Gemeinschaft, als eine durch emotionale Beziehung statt durch Zweckhaftigkeit und Konkurrenz geprägte Sphäre angesehen, die in deutlicher Absetzung von Wirtschaft und Politik existiert.“ (Thomas Hermsen: Kunstförderung zwischen Passion und Kommerz S. 121).
Der Erwerb von mindestens dreizehn Bildern von Adolph Menzel trug mit dazu bei, dass es einen neuen Auftrieb und Nachfrage nach Menzels Werken gab, in einer Zeit, als die öffentlichen Aufträge an ihn ausblieben. Dies führte dazu, dass am Ende des Jahrhunderts neben den öffentlichen Sammlungen ein Großteil der Menzelwerke im Besitz der reichen Bankiers war. Die Preisentwicklung versprach weitere hohe Wertsteigerungen. Thiem besaß unter anderem 1878 Menzels Gemälde Das Ballsouper, Cercle am Hof Kaiser Wilhelms I., Reisepläne und Blick aus dem Zimmer. Wie die Biographen feststellten, war Thiem in den 1870er Jahren einer der wichtigsten Förderer von Menzel. So lassen sich auch die Bilder: Siesta, Brandschatzung, Ausschmückung eines Altars, Interieur der Salzburger Kirche, Kanzelpredigt, männliche Kopfstudie von 1862, Kriegsmann mit Sturmhaube. Kontribution und Dame bei der Toilette auf die thiemsche Sammlung zurückverfolgen.
In seine Villa in Niederschöneweide lud er in den 1880er Jahren Kunstfreunde, andere Sammler und die Künstler jeden Sonnabend zu Kegelabenden ein und sie war damit ein wichtiger Treffpunkt seiner Zeit. Er war damit ein Beförderer der Kunst und regte viele andere Unternehmer und Börsianer dazu an, sich auf das Sammeln zu verlegen und sich später dem Museumsprojekt anzuschließen. Dies betonte Bode dezidiert am Beispiel von Marcus Kappel, den Thiem für eine Kollektion von Menzels Werken begeistern konnte und der ebenfalls begann, holländische alte Meister zu sammeln. Zu Thiems engem Freundeskreis zählte der ebenfalls in Halle aufgewachsene und in Berlin wirkende Bildhauer Fritz Schaper.

### Einrichtungsgegenstände und persische Teppiche
Der Aufschwung durch die Reform der Zollunion von 1866 und die Reichsgründung veränderte auch die Gesellschaftseliten. Es trat ein Sammlertypus wie Adolph Thiem auf, den es vorher nicht gab. Diese Sammler erwarben neben Gemälden auch wertvolle Möbel und persische Teppiche, damit statteten sie ihre Landhäuser und Stadtvillen aus. Diese Gegenstände dienten vor allem Repräsentationszwecken und behielten ihren Wert als Anlage über den Zeitraum des Besitzes hinaus. „… Aus der Doppelfunktion von repräsentativem Wohnraum und Sammlung folgte eine charakteristische Zusammensetzung solcher Kollektionen: Neben Gemälden und Skulpturen fanden sich hier selbstverständlich auch kunstgewerbliche Gegenstände und alte Möbel. Zusätzlich wurde häufig ein hoher architektonischer Aufwand betrieben, indem die Kunstwerke in historisierenden Rahmenarchitekturen präsentiert oder gleich ganze Vertäfelungen und Deckenplafonds aus historischen Gebäuden transloziert wurden. Die Grenzen zwischen Original und Kopie, von Kunstwerk und Einrichtung verflossen in solchen Interieurs.“ (Sven Kuhrau: Der Kunstsammler im Kaiserreich, S. 9")
Mit seinem Umzug in die nach ihm benannte Villa Thiem in Niederschöneweide richtete Thiem sein Augenmerk mehr auf dekorative alte Kunst und kaufte neben Renaissance- und Rokokomöbeln aus Italien, Deutschland, Frankreich und den Niederlanden auch eine umfangreiche Sammlung antiker persischer Teppiche, die in der Fachliteratur Beachtung fand. Die Tendenz zur Kultur des Orients war ein weiteres Zeichen der Zeit. Mit seinen Teppichen hatte Thiem ein passendes Pendant zu den Ausgrabungs-Artefakten der Orientgesellschaft anderer Berliner Sammler wie beispielsweise denen von James Simon. Es blieb nicht bei den Teppichen, die Aussicht auf das Besondere und Uralte veranlasste viele Bankiers, sich an den Ausgrabungen zu beteiligen. Im Jahr 1893 gehörte Thiem mit zu den Finanziers einer Ausgrabung in Sendschirli.
Bode bedauerte sehr, dass Thiem seine umfangreiche Teppichsammlung später an einem Stück an den Amerikaner Charles Tyson Yerkes veräußerte. Zu den wenigen Teppichen, die Thiem um 1904 dem Berliner Museum verkaufte, gehörte ein Gobelin von Jean Baptiste Oudry, Raub der Europa. Dieser wurde 1939 von den Berliner Museen an Hermann Göring verliehen und gelangte auf Umwegen ins Alte Rathaus Bonn, wo er sich noch befindet. Auch andere Kunstwerke der Sammlung Göring lassen sich auf Thiem zurückverfolgen, wie die aus Lindenholz geschnitzte Figur Stehender Ritter, die mit Provenienznachweisen in der Bayerischen Objektdatenbank einzusehen ist.
Am Dienstag, den 13. und Mittwoch, den 14. Oktober 1896 kam es zu einer öffentlichen Versteigerung von Thiems Einrichtung in Berlin. In Lepkes Auktionskatalog hieß es: […] Darunter Möbel der italienischen Hoch-Renaissance, der deutschen und niederländischen Renaissance etc. bis zum Rokoko; deutsche Holzskulpturen des XVII. und XVIII. Jahrhunderts, worunter Statue der Madonna, lebensgrosse allegorische Figuren, Florentiner Kandelaber, Collection von Stühlen und Spiegeln; alt-persische Teppiche; ferner Bronzen, Porzellane, Delfter und italienische Fayencen, französische Terracotten und kupfergetriebene Gefässe. […]

### Sammlung alter Gemälde

Wilhelm von Bode, Adolph Thiem und Walther Thiem 1904 in Berlin, Bodemuseum

Zu Thiems Sammelfeldern alter Gemälde gehörten zunächst die Bilder der flämischen oder holländischen Meister des 17. Jahrhunderts, später, mit seiner Übersiedlung nach Italien, legte er sein Augenmerk auf die Werke der italienische Hochrenaissance. Das Anlegen von Sammlungen alter Gemälde war kein politisches Statement, diese Sammlungen konnten auch nicht durch die wechselnden gesellschaftlichen Lagen in ihrem Wert geschmälert werden und wurden auf dem internationalen Markt beachtet und gehandelt. Viel wesentlicher als die Gemälde zu Spekulationszwecken zu erwerben, war jedoch die Vorstellung des Erwerbs als „...Besitznahme einzigartiger Güter, die u. a. zur Rang und Statusdifferenzierung innerhalb der jeweiligen Schicht dienen und eine klare Abgrenzung zum kunstinteressierten Publikum erlauben.“ (Thomas Hermsen: Kunstförderung zwischen Passion und Kommerz S. 41). Zudem herrschte unter den Sammlern des ausgehenden 19. Jahrhunderts Unverständnis über die Entwicklung des Impressionismus und später Ablehnung gegen den Expressionismus. Die neue moderne Kunstauffassung etablierte sich kontrovärs aber erfolgreich kurz vor der Jahrhundertwende ganz nahe um den in Berlin ebenfalls in der Victoriastraße tätigen Kunstsalon von Paul Cassirer.
Insbesondere Bode bekannte sich offen in Vorworten verschiedener Publikationen ablehnend und erklärte, weshalb sich Sammler entschlossen, ältere Kunst zu erwerben. „...Der Zwiespalt, den zeitgenössischen künstlerischen Entdeckungen zu mißtrauen, … prägte die Kultur des Deutschen Reiches"“ (Thomas W. Gaehtgens: Der Bürger als Mäzen S. 170). In dem Zusammenhang zu erwähnen sind die beiden Berliner Ausstellungen von 1883 und 1890. Einmal die Ausstellung von Gemälden älterer Meister im Berliner Privatbesitz, die zu Ehren der Silbernen Hochzeit des Kronprinzen und der Frau Kronprinzessin in der Königlichen Akademie der Künste vom 25. Januar bis Anfang März 1883 stattfand. Zum anderen die Ausstellung von Werken der niederländischen Kunst des siebzehnten Jahrhunderts im Berliner Privatbesitz vom 1. April bis 15. Mai 1890. In beiden dazugehörenden Katalogen finden sich die Beispiele für die Sammelkultur, die auch kunstgewerbliche Objekte, Teppiche und Möbel in einem ganzheitlichen Konzept in den Präsentationen vereinte. Bei der Auswahl der Gemälde waren auffällige Überschneidungen von Thiems Sammelfeldern und denen des Kronprinzenpaares zu erkennen.

#### Holländische oder flämische Meister

Bodemuseum, Niederländersaal, Thiems Bildnis eines halberwachsenen Jünglings von Rembrandt (rechts unten)

Zum Bestand der Gemäldesammlung, die Thiem im Alter anlegte, gehörten Arbeiten von Peter Paul Rubens. Einmal sei die Kreidezeichnung Tod des Achill genannt, und das Gemälde: Brustbild eines Satyrs. Weitere alte Meister in der Sammlung waren Bilder von Jacob Adriaensz. Backer, Corneille de Lyon, Carlo Crivelli, Anthonis van Dyck, Jan Vermeer und Jan van Goyen. Die Stilllebenmaler Jan Fyt, Pieter Boel, Willem Claeszoon Heda, Jan Jansz. den Uyl und Cornelis Mahu und Willem Kalf waren vertreten. Neben dem Altarbild von Hans Memling, welches Thiem den Berliner Museen 1904 schenkte, besaß Thiem drei weitere Bilder Hans Memlings, außerdem mehrere Gemälde aus der Hand von Dierick Bouts d. Ä, zudem Werke von Abraham Mignon, Bernard van Orley, Isaac van Ostade und Pieter de Hooch. Zu den vorübergehend in Thiems Besitz befindlichen Werke Rembrandt van Rijns, zählten Bildnis eines halberwachsenen Jünglings und Mann mit Stahlkragen. Beim zuerst genannten Rembrandt ist die Literatur teilweise von Alfred Thieme als Vorbesitzer ausgegangen, seit der Dissertation von Carla Schmincke und ihrer Provenienzforschung steht Adolph Thiem zweifelsfrei fest. Weitere alte Gemälde in Thiems Besitz sind jene von Jacob Isaacksz. van Ruisdael, Frans Snyders, David Teniers d. J. und Jan Cornelisz Verspronck.
In der Literatur der Zeit um 1900 war es in Ermangelung von Abbildungen auch üblich Gemälde nur genau zu beschreiben, wie in einem Katalog als Beschreibendes Verzeichnis von 1890. Darunter findet sich auch ein Stillleben von Abraham van Beijeren mit Todten Fischen und Seekrebsen auf einer Bank, welches Thiem als Besitzer zuzuordnen ist. Im selben Katalog ist auch ein Stillleben mit Foliant und Nautilusbecher von Evert Collier beschrieben, das Thiem besessen hatte.

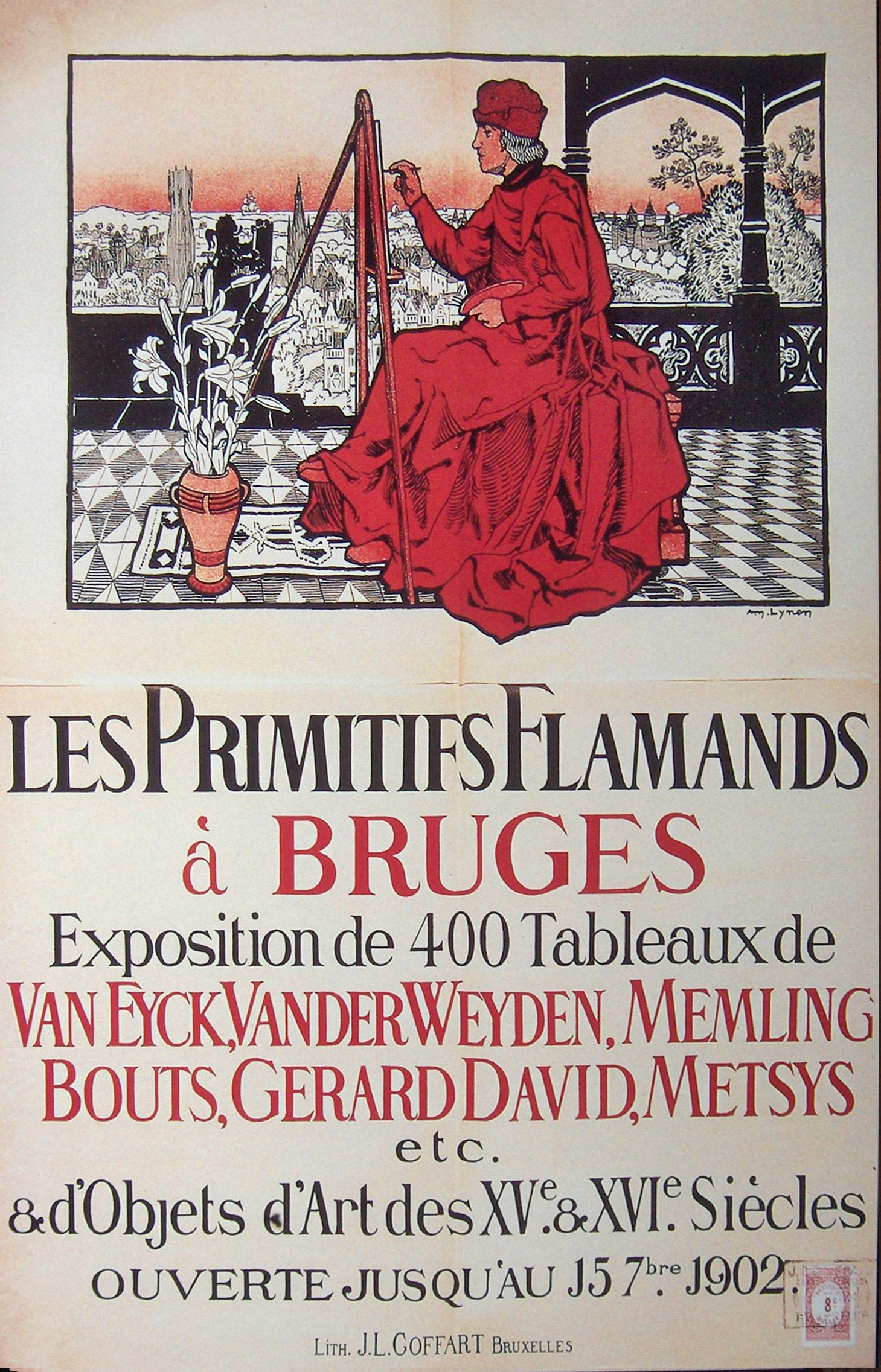
Plakat einer internationalen Ausstellung in Brügge, zu der Thiem seine Gemälde auslieh

1902 nahm Thiem mit einigen Bildern an einer großen Ausstellung niederländischer Malerei in Brügge teil, eine Schau, die noch einmal den Marktwert der Bilder steigerte und Thiem Angebote gemacht wurden, obwohl er die Bilder gern für die Berliner Museen zusammenhalten wollte.

##### Van Dycks Bildnis der Spinola
In zweiter Ehe heiratete Thiems Tochter Martha Thiem 1906 Francesco Marchese Spinola in Venedig; zu dieser Zeit wurde auch das van Dyck Bildnis der Marchesa Geronima Spinola aus dem Familienbesitz der Spinola in die Thiem-Sammlung übereignet. Die Spinola zählen zu den reichsten Genueser Familien. Die dargestellte Marchesa Geronima war die Tochter von Andrea Doria, einem Genueser Admiral,
Thiem schenkte dieses Bild nicht dem Neuen Museum, sondern sendete es 1904 direkt Kaiser Wilhelm II. Es ist heute ein Hauptwerk der ausgestellten „Alten Meister“ im Kulturforum Berlin. Interessant ist, dass Martha Thiem durch die Heirat die Staatsbürgerschaft verlor und Italienerin wurde. Als ihr die Wiedereinreise verwehrt wurde, musste sie eine Aufenthaltserlaubnis beantragen.

##### Rembrandts Mann mit Stahlkragen
Erwähnenswert ist auch die lange Liste an kaiserlichen Einrichtungen wie Ämtern, Gerichten und Ministerien, die mit den Gasbeleuchtungsanlagen der Firma Thiem & Töwe bis 1914 ausgerüstet wurden. Da Thiem seine Bankgeschäfte bereits geschlossen hatte, handelte er nur noch mit Kunst. Um die ersten Aufträge der Fabrik in Halle/Saale vorfinanzieren zu können, verkaufte er 1905 Rembrandts Bildnis Mann mit Stahlkragen an den amerikanischen Kaufhauskönig Benjamin Altmann. Gängig in der Gründerzeit war, das eigene Geschick und die Geschäftstätigkeit mit Kategorien der Familie zu rechtfertigen, es gehörte für Thiem und viele andere reiche Bankiers oder Unternehmer zu den Selbstverständlichkeiten ihres Lebens, ihren Nachkommen das eigene Werk zu vererben, oder einen Erfolg versprechenden Weg zu bahnen wie Thiem für seinen Sohn Walther. Sie hielten es „… so sehr fur ihre Pflicht, daß sie zusätzlich Fabriken gründen, um für jeden Sohn die Leitung eines eigenen Unternehmenszweigs zu ermöglichen“ (Thomas Hermsen: Kunstförderung zwischen Passion und Kommerz S. 122). Thiem kannte dutzende Sammler, die abseits gelegene Landhäuser besaßen und dort eines noch nicht hatten, den Luxus von fließendem Wasser, Gasbeleuchtung und modernen Heizanlagen. Die Abhilfe versprachen Anlagen von Thiem & Töwe.

#### Sammlung italienischer Renaissance, Barockmaler und Zeitgenossen
Die wertvollsten Gemälde behielt Adolph Thiem bis zu seinem Tod in San Remo. Darunter war auch das Gemälde Anbetung der Maria von Giovanni Battista Tiepolo, das heute im kanadischen Nationalmuseum in Ottawa hängt. In der Literatur ist aber auch noch von weiteren vier Arbeiten Giovanni Battista Tiepolos die Rede. Erwähnenswert ist in dem Zusammenhang, dass sein Sohn Paul Thiem, der Maler, über Tiepolo eine akademische Abschlussarbeit verfasste. Zu den Malern der Renaissance, die Thiem besaß, zählten Zeitgenossen Leonardo da Vincis, wie mindestens zwei der stilprägenden Seitenprofil-Porträts von Bernardino de Conti. Es ist auch von einem „Bacchus“ von Giovanni Battista Cima die Rede, das wahrscheinlich ein Möbelstück zierte. Es existiert auch ein Verweis auf einen Tintoretto in Budapest, der aus der Thiemschen Sammlung stammte.
Zu den von ihm durch Ankäufe unterstützten italienischen Künstlern seiner Zeit zählt auch Pompeo Mariani.

## Kunstwerke im Besitz Thiems
In diesem bebilderten Verzeichnis finden sich die Gemälde und Skulpturen, die Thiem zweifelsfrei zuzuordnen sind und zum Teil Angaben darüber, wo sie heute zu finden sind. Es gibt allerdings eine Vielzahl an Verweisen auf Künstler und Kunstwerke in ausschließlich beschreibenden Verzeichnissen der Zeit um 1900, die nicht bebildert werden können und daher hier keine Aufnahme finden konnten.
| Galerieansicht | |  | |  | |
|                | Franz von Lenbach: Porträt Adolph Thiem um 1900 |  | Ludwig Knaus: Porträt Adolph Thiem, 1881 |  | Adolph Menzel: Blick aus einem Schlafzimmer, seit 1904 Teil der Sammlungen Berliner Museen                                                                                      |
|                | Adolph Menzel: Inneres einer Kirche zu Salzburg, 1852 |  | Adolph Menzel: Nach durchfahrener Nacht. im November 1878 von Thiem erworben – nach mehreren Besitzerwechseln wurde das Bild zuletzt am 9. Juni 2021 für 206250 Euro in eine Privatsammlung verkauft. |  | |
|                | Adolph Menzel: Das Ballsouper, 1878 |  | Adolph Menzel: Brandschatzung |  | Adolph Menzel: Kanzelpredigt in der Pfarrkirche zu Innsbruck, 1878 – heute in der Sammlung Hugo Fischer                                                                         |
|                | Adolph Menzel: Cercle am Hof Kaiser Wilhelms I. 1879 von Thiem erworben – Heute in der Sammlung Museum Georg Schäfer                                                           |  | Adolph Menzel: Inneres einer Kirche zu Salzburg, 1852 |  | |
|                | Adolph Menzel: Siesta, 1876 |  | Adolph Menzel: Reisepläne, 1875 – Heute Museum Folkwang, Essen |  | Hans Memlings Thronende Jungfrau mit dem Kind, das Tafelbild ist seit der Eröffnung des Bodemuseums 1904 in staatlichem Besitz, eines der wenigen wirklichen Schenkungen Thiems |
|                | Rembrandt: Bildnis eines halb erwachsenen Jünglings, Thiem erwarb das Bild aus der Sammlung des Earl of Poulett Hinton House und verkaufte das Bild 1897 an die Sammlung Weber |  | Rembrandt: Mann mit Stahlkragen. Thiem kaufte das Gemälde um 1900 in Paris für 23.000 Franc |  | Bernardino de Conti: Gentiluomo Ritratto (Porträt eines vornehmen Herrn) |
|                | Bernardino de Conti: Catellano Trivulzio (Porträt); Heute im Brooklyn Museum, New York                                                                                         |  | Tilman Riemenschneider: musizierende Engel 1889 Schenkung Thiems an die Berliner Museen |  | |
|                | Schule des Andrea Della Robbia: Jungfrau Maria mit dem Kind vor 1482, heute im Harvard Art Museum, Cambridge                                                                   |  | Fritz Schaper: Wagner-Büste in Venedig, 1906 von Thiem gestiftet |  | Carl Scherres: Landschaft, um 1850 |
|                | Joos van Cleve: Kreuzigung, um 1520, heute im Metropolitan Museum of Art in New York                                                                                           |  | Anthonis van Dyck: Bildnis der Marchesa Geronima Spinola. heute im Kulturforum Berlin |  | Giovanni Cariani: Bildnis des Giovan Antonio Caravaggi. heute in Ottava National Gallery of Canada                                                                              |
|                | Corneille de Lyon: Bildnis einer Dame. heute im Kulturforum Berlin |  | Corneille de Lyon: Bildnis einer Dame. |  | Adriaen van Ostade: Geschlachtetes Schwein in einer Scheune. |
|                | Frans Snyders: Stillleben mit Katze |  | Frans Snyders: Wildbrethändler, heute im Nationalmuseum Oslo |  | Jan Fyt: Stillleben mit Fischen und Affe |
|                | Aert van der Neer: Winterlandschaft mit eingefrohrenen Booten und Schlittschuhläufern                                                                                          |  | Melchior de Hondecoeter: Hühner, Küken und Hähne |  | Pieter de Hooch: Blick in holländisches Haus 1945 in Berlin verbrannt |
|                | Willem Claeszoon Heda: Stillleben 1945 in Berlin verbrannt |  | Willem Kalf: Nautilusbecher 1945 in Berlin verbrannt |  | Lucas Cranach der Jüngere: Porträt einer Frau, vor 1585 – heute im Museum of Fine Arts, Boston                                                                                  |
|                | Jan Cornelisz Verspronck: Bildnis einer jungen Frau |  | Gerard David: Maria mit Kind |  | Joachim Patinier: Flucht nach Ägypten, 1520 |
|                | Dierick Bouts: Abendmahl vor 1475 |  | Dierick Bouts: Kreuzigung vor 1475 |  | Pieter Boel: Stillleben mit totem Hasen und Katze |
|                | Carlo Crivelli: Der heilige Bonaventura heute im Kulturforum Berlin |  | Carlo Crivelli: San Bernardo |  | Ercole de’ Roberti Hieronymus mit Kirche wird auch dem Maler Vicino da Ferrara zugeschrieben                                                                                    |
|                | Giovanni Battista Cima: Silen und drei Satyrn um 1507 |  | |  | |
|                | Jacopo Tintoretto (1518–1594): Porträt eines Knaben in schwarzem Wams mit weißem Kragen                                                                                        |  | Giovanni Battista Tiepolo: Studie zum Martyrium des Johannes Altar in der Kathedrale von Bergamon, vor 1770                                                                                           |  | Giovanni Battista Tiepolo: Anbetung der Marie, vor 1770 – heute in Ottawa National Gallery of Canada                                                                            |
|                | Peter Paul Rubens: Tod des Achill, vor 1640 – heute im Kulturforum Berlin |  | Jacob van Ruisdael: Waldlandschaft mit See, vor 1680 – heute in der Gemäldegalerie Berlin |  | Jacob van Ruisdael: Landschaft mit Windmühle, vor 1680 – heute in der Gemäldegalerie Berlin                                                                                     |
|                | Gerard ter Borch: Porträt eines jungen Mädchens, um 1670 – heute in der Frick Collection                                                                                       |  | Jan Steen: Schlafendes Mädchen mit Raucher, vor 1679 |  | |

## Literatur

Werkverzeichnis 1907, enthält einen Verweis auf das Jan-Steen-Gemälde aus der Thiem-Sammlung in San Remo